# All-Ireland Senior Football Championship 1915
L'All-Ireland Senior Football Championship 1915 fu l'edizione numero 29 del principale torneo di calcio gaelico irlandese. Wexford batté in finale Kerry ottenendo il primo trionfo della sua storia.

## All-Ireland Series

### Semifinali
| Portlaoise 19 settembre 1915 | Kerry | 2-03 – 1-01 | Mayo |  |

| Dublino 17 ottobre 1915 | Wexford | 3-07 – 2-02 | Cavan | Croke Park |

### Finale
| Dublino 7 novembre 1915 | Wexford | 2-04 – 2-01 | Kerry | Croke Park (27000 spett.) |